# 艾盖尔堡
艾盖尔堡（匈牙利語：Egervár）是匈牙利佐洛州所辖的一个村，总面积10.29平方公里，总人口1010，人口密度98.2人/平方公里（2010年1月1日）。